# Barmherziges Herze der ewigen Liebe
Barmherziges Herze der ewigen Liebe (BWV 185) is een religieuze cantate van Johann Sebastian Bach. 

## Programma
Bach componeerde deze cantate voor de vierde zondag na Trinitatis, in zijn tweede jaar als organist en concertmeester aan het hof van Weimar. Het werk werd voor het eerst uitgevoerd op 14 juli 1715 in de hofkapel van het stadspaleis van Weimar. Op 20 juni 1723 voerde Bach in Leipzig het werk opnieuw uit en daarna minstens nog één keer.

## Tekst en melodie
De voorgeschreven lezing voor de zondag was Lucas 6,36–42, over de Bergrede van Jezus. De hierop gebaseerde cantatetekst werd geleverd door hofdichter Salomon Franck. Hij publiceerde de tekst  in 1715 in een bundel cantateteksten getiteld Evangelisches Andachts-Opffer. De cantate besluit met de eerste strofe uit het koraal Ich ruf zu dir, Herr Jesus Christ uit 1530 van Johann Agricola. 

## Muzikale bezetting en opbouw
De cantate heeft geen openingskoor. Zij is geschreven voor vier solisten (sopraan, alt, tenor en bas), vierstemmig koor, hobo, fagot, twee violen, altviool en basso continuo. In Leipzig verving Bach de hobo door een trompet voor de melodie in het koraal. Daarbij transponeerde hij de cantate van fis-klein naar g-klein.
1. Aria (sopraan, tenor): Barmherziges Herze der ewigen Liebe
2. Recitatief (alt): Ihr Herzen, die ihr euch in Stein und Fels verkehret
3. Aria (alt): Sei bemüht in dieser Zeit
4. Recitatief (bas): Die Eigenliebe schmeichelt sich
5. Aria (bas): Das ist der Christen Kunst
6. Koraal: Lobe den Herren, was in mir ist, lobe den Namen!

Het slotkoraal werd in Bachs tijd niet door een koor gezongen maar eenvoudigweg door de vier solisten samen.

## Toelichting
De cantate begint niet zoals gebruikelijk met een openingskoor, maar met een duet voor sopraan en tenor met een belangrijke rol voor de cello. Het duet heeft een dansante melodie in 6/8e maat, die aan een forlana doet denken. In de tekst spiegelt de gelovige zich aan God. Bach verbeeldt dat door spiegeling van de melodie van de twee stemmen: waar de ene stem een toon omhoog gaat, gaat de tegenstem een toon omlaag. Door het duet heen speelt de hobo (cq. de trompet) de melodie van het slotkoraal gebaseerd op het kerklied van Agricola. Hiermee verbindt Bach het eerste met het laatste deel.
Dan volgt een streng alt-recitatief met strijkers en continuobegeleiding.
Daarna zingt de alt door een aria met een kleurrijke begeleiding van alle instrumenten, de beloning uitdrukkend die men in het krijgt voor de in het leven gedane inspanningen om als goed mens te leven.
In het bas-recitatief (4) wordt de parabel van de balk en de splinter behandeld uit het Evangelie: maak je naaste geen verwijten zonder eerst naar je eigen fouten te kijken. De twee retorische vragen waar de strofe mee afsluit worden omkleed door enkele maten waarin Bach gebruik maakt van een heel afwijkende frygische toonladder.
In de bas-aria (5) wordt de christelijke levenshouding bezongen. De tekst is weinig dichterlijk en feitelijk slechts een opsomming van christelijke deugden, en de bas wordt slechts door et continuo begeleid. Om de strofe tot iets welluidends te arrangeren laat Bach de woorden Das ist de Christen Kunst in een motiefje van zes noten terugkomen.
Ten slotte wordt in het slotkoraal (6) om steun gevraagd om het beoogde ideaal te verwezenlijken. In de vierstemmige harmonisering van het lied van Johann Agricola speelt de hobo (cq. de trompet) een vijfde bovenstem.